# Gerald Schoenfeld Theatre
Le Gerald Schoenfeld Theatre est un théâtre de Broadway au 236 Ouest de la 45e Rue à Manhattan, New York, aux États-Unis, conçu par Herbert J. Krapp et ouvert en 1918 sous le nom de Plymouth Theatre.
Le Plymouth, édifié par les frères Shubert, venait compléter les activités théâtrales de la Shubert Organization dans les 44e et 45e Rues, aux côtés de ses autres théâtres, le Booth Theatre, le Broadhurst Theatre et le  Shubert Theatre.
Son aspect extérieur est similaire au Broadhurst Theater tout proche, H. J. Krapp les ayant conçu et bâti à la même époque.
Doté de 1046 sièges, il a accueilli 1669 spectacles.
En 2005, il est renommé en l'honneur de Gerald Schoenfeld (en), président de la Shubert Organization.

## Spectacles

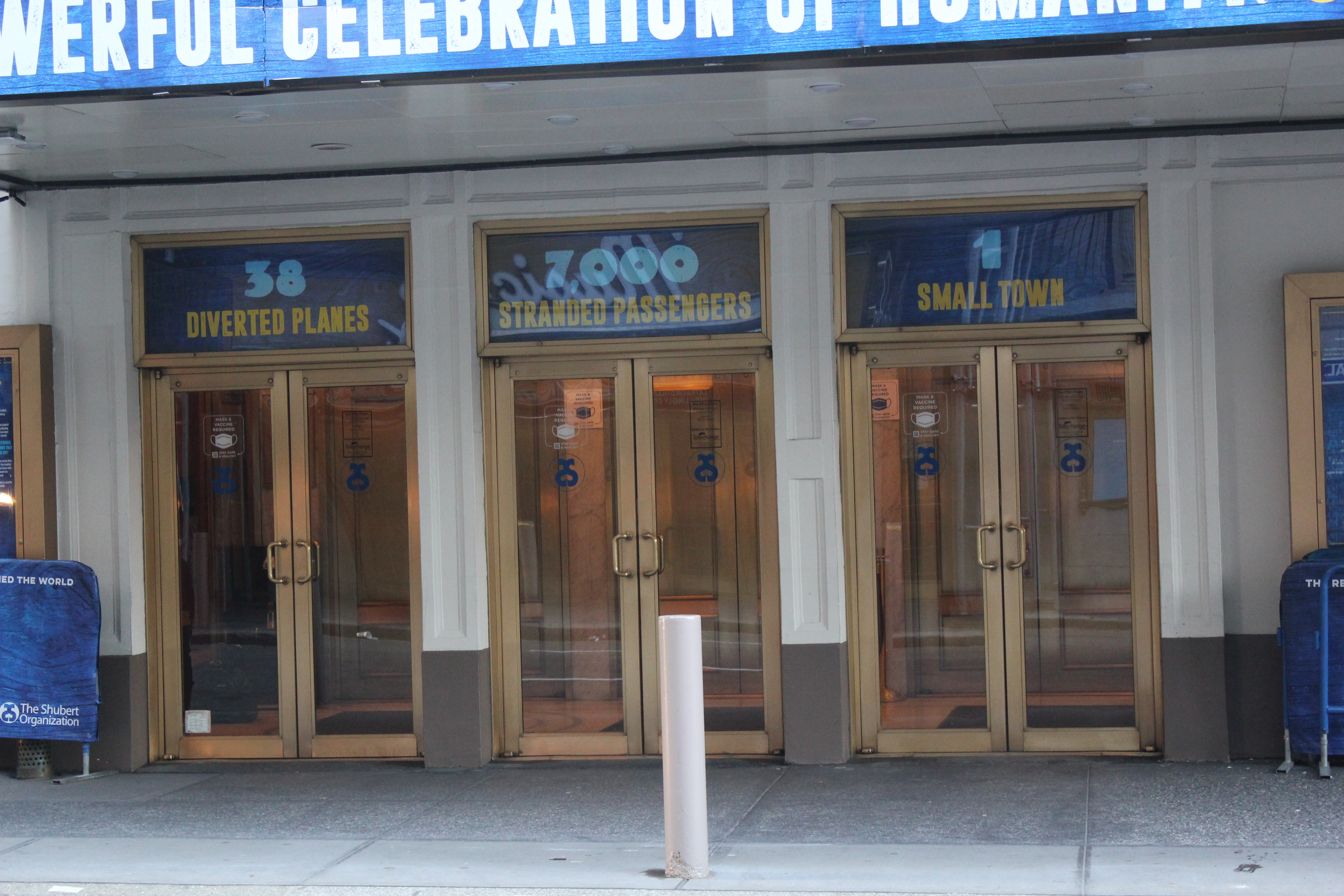
Entrées du théâtre.
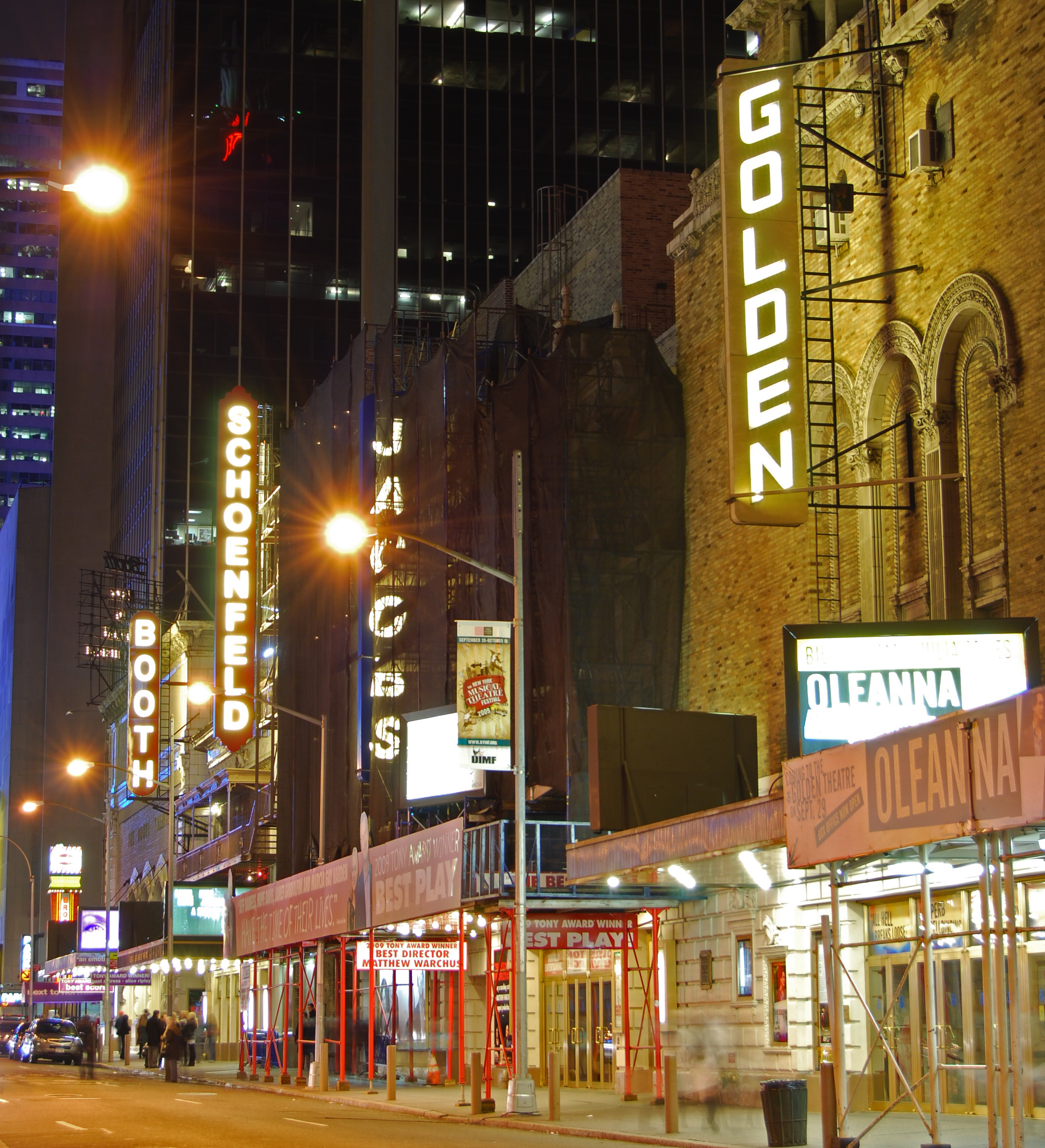
Théâtres de Broadway de la 45e Rue : de gauche à droite, le John Golden Theatre, le Bernard B. Jacobs Theatre, le Schoenfeld Theatre et le Booth Theatre, 2009.
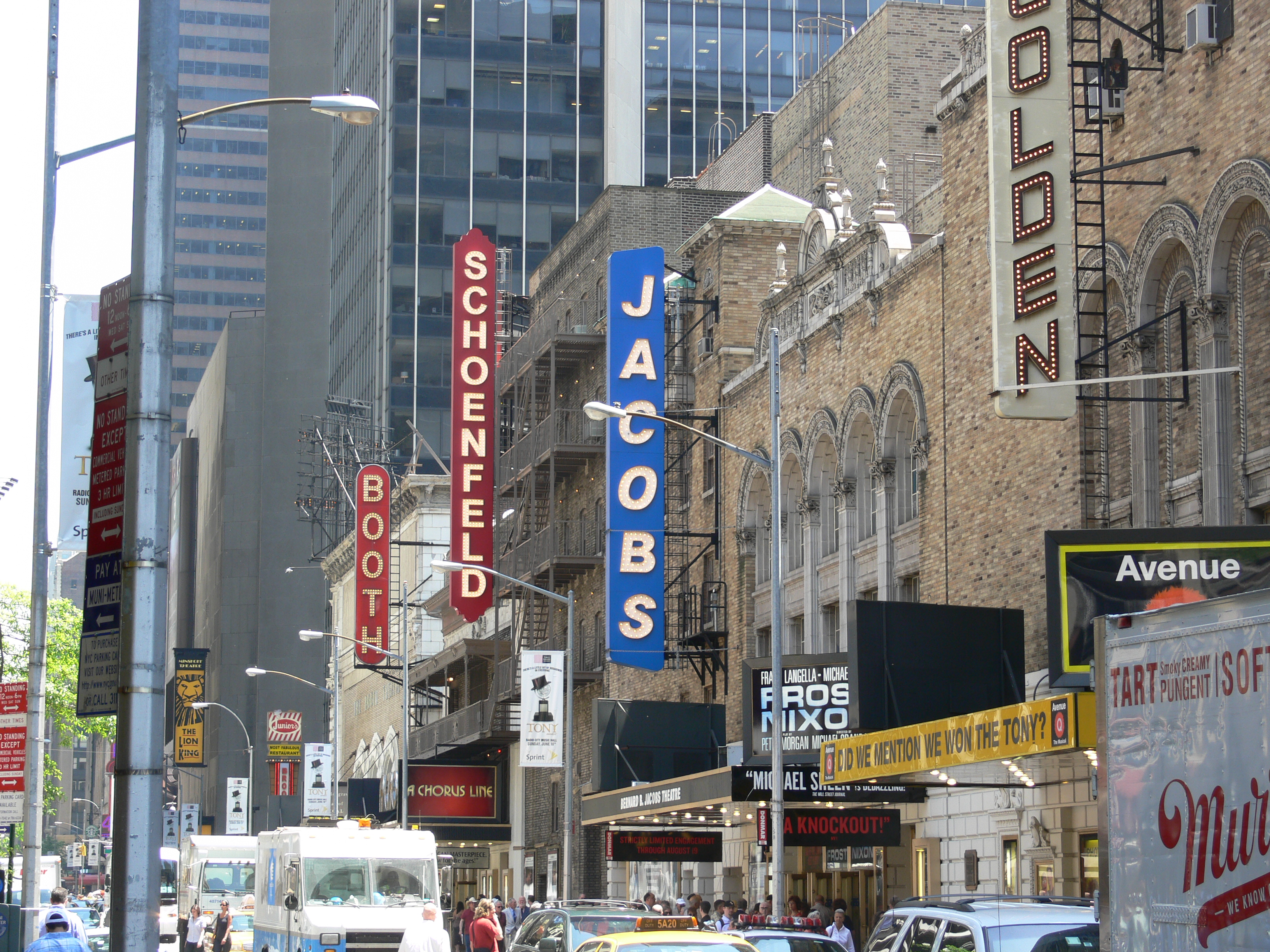
Vue similaire, de jour.
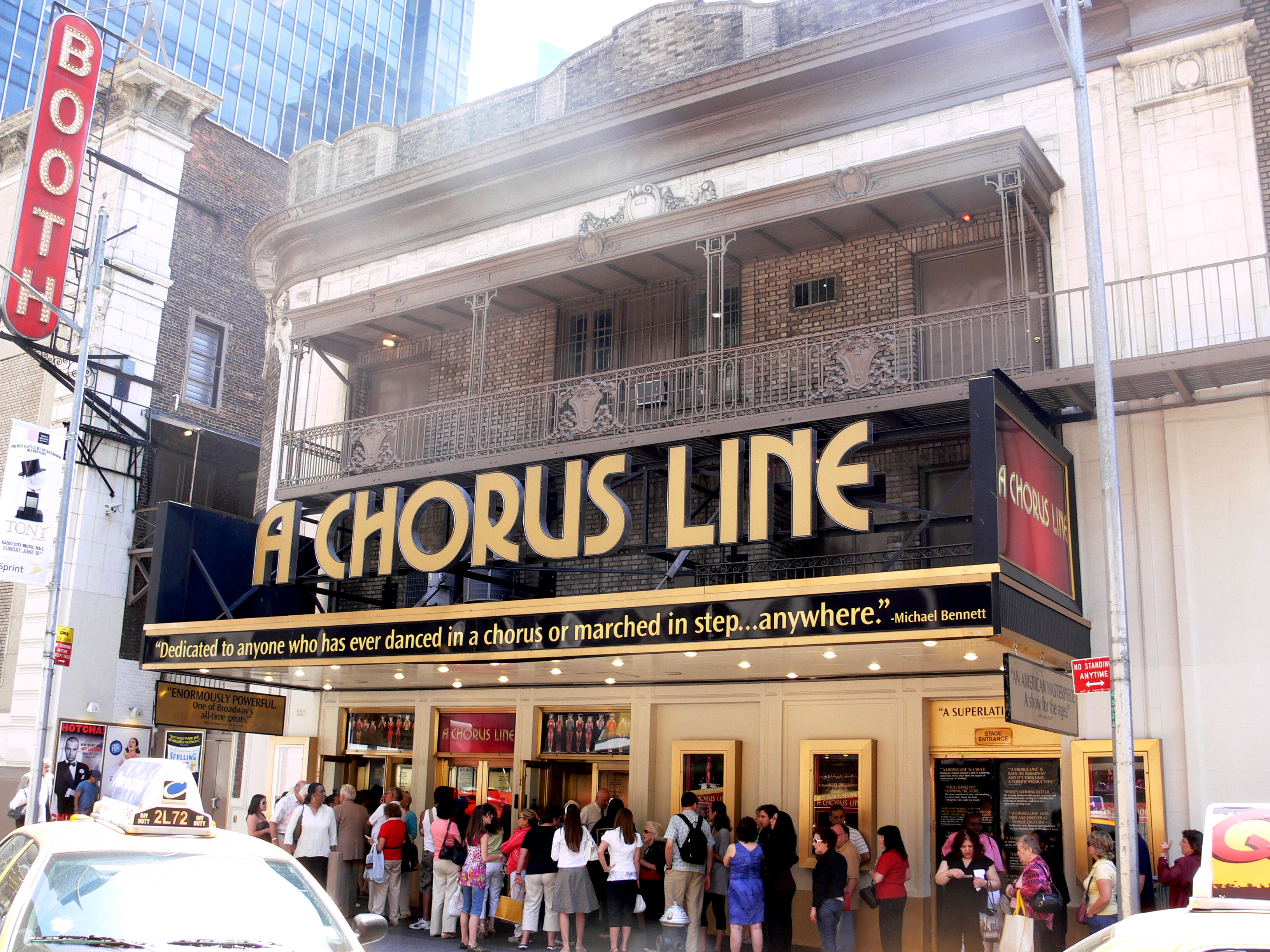
A Chorus Line à l'affiche, mai 2005.